# القعره العليا (قفل شمر)

تعديل مصدري - تعديل

القعره العليا هي إحدى قرى عزلة بني جل بمديرية قفل شمر التابعة لمحافظة حجة، بلغ تعداد سكانها 422 نسمة حسب تعداد اليمن لعام 2004.